# Seletice
Seletice è un comune della Repubblica Ceca facente parte del distretto di Nymburk, in Boemia Centrale. Hanno 211 abitanti. La prima menzione scritta del villaggio risale al 1437.